# Карру (місто)
Карру́ (італ. Carrù, п'єм. Carù) — муніципалітет в Італії, у регіоні П'ємонт,  провінція Кунео.
Карру розташоване на відстані близько 480 км на північний захід від Рима, 70 км на південь від Турина, 29 км на північний схід від Кунео.
Населення — 4508 осіб (2014).

## Демографія
Населення за роками:

Станом на 1 січня 2023 року в муніципалітеті офіційно проживало 413 іноземців з 41 країни, серед них 100 громадян країн Євросоюзу та 2 громадяни України.

## Сусідні муніципалітети
- Бастія-Мондові
- Бене-Ваджіенна
- Клавезана
- Фарильяно
- Мальяно-Альпі
- Мондові
- Пйоццо